# Bulbophyllum lucidum
Bulbophyllum lucidum är en orkidéart som beskrevs av Rudolf Schlechter. Bulbophyllum lucidum ingår i släktet Bulbophyllum och familjen orkidéer. Inga underarter finns listade i Catalogue of Life.